# Aït Akerma
Ait Akerma est l'appellation d'une tribu, Lɛarc (arch), de la confédération de Aït Iraten en Kabylie, Algérie.

## Localisation et villages
Cette tribu correspond en partie à la commune de Tizi-Rached. Elle comprenait les villages : Iɛezzuzen, Tizi Raced, Agni Uǧilban…